# پیروگلوتامیل-هیستیدیل-گلیسین
پیروگلوتامیل-هیستیدیل-گلیسین (به انگلیسی: Pyroglutamyl-histidyl-glycine) با فرمول شیمیایی C۱۳H۱۷N۵O۵ یک ترکیب شیمیایی با شناسه پاب‌کم ۱۲۲۳۱۳ است که جرم مولی آن ۳۲۳٫۳ g/mol می‌باشد. 